# Петар Челик
Петар Челик (Београд, 25. децембар 1949) је српски бодибилдер, троструки европски првак као и троструки светски првак и професор на Београдском универзитету. Породица Челик се преселила у Бачку Паланку где је Петар отворио теретану, која је незванично први објекат такве врсте у Југославији.
После повреде ноге на леду почиње потајно да вежба са теговима и временом постаје познат бодибилдер бивше Југославије. Као и запажени учесник на такмичењима широм света. Његова жена Ирена Челик такође се бавила бодибилдингом. Промовишући здрав дух у здравом телу, Петар Челик се појављивао у спотовима и телевизијским наступима “Лабораторија звука”. После престанка бављења бодибилдингом почео је да се бави производњом и продајом високопротеинских производа.

## Каријера
1. Године 1975. победио на такмичењу Мистер Југославије и као актер документарног филма ИЗГЛЕДАТИ АТЛЕТСКИ био је исте године присутан на Фестивалу краткометражног и документарног филма у Оберхаусену (Немачка), где је овај филм заузео 2. место.
2. Године 1976. постао је Мистер Словеније (ТАК БИЛДЕР БАЧО, Нова Горица).
3. Више пута је био Мистер Југославије и то у варијантама: ИФББ, ВПФ и НАББА/Б. Б. С. С., што значи у свим постојећим федерацијама на том нивоу у периоду 1975 - 1995. То подразумева и победу на Државном првенству ИФББ у Новом Саду на СПЕНС-у, у тешкој категорији сениора 1995. године.
4. Учествовао је на ИФББ - Првенству Европе 1977. и освојио 10. место у категорији која се протезала од 80 до 90 kg (данас су то две, односно три категорије).
5. Титулу Мистер Србије је освојио 1980 (ИФББ) у Београду.
6. 1980. године на Првенству Европе ДББВ у организацији Немачког билдерског и фитнес савеза у сарадњи са АТЛЕТИК 2000, био је први у средњој категорији и апсолутни победник. Конкуренција су му били: Јанко Рудман, двоструки европски првак и Салвадор Руиз, Мистер Универзум НАББА 1978. године. Тада је стекао две титуле европског првака.
7. Године 1994. године је на ЊПФ Првенству Европе био други. Исте године на Купу Југославије у Сава центру освојио је два прва места.
8. Године 2003. на ЊФФ У Москви освојио је 1. место у својој категорији и тако по трећи пут стекао титулу Европског првака. Крајем исте године је поново у Москви на ВФФ Првенству света победио у својој категорији и први постао пут светски првак.
9. Године 2004. је на ИБФА Првенству света постао Мистер Света у две категорије у истом дану. То су биле друга и трећа победа на Првенствима света. Конкурент му је овога пута био поред осталих Петер Лиска НАББА Мистер Европа 2006, ЊПФ Мистер Европа и ЊПФ светски првак и победник многих такмичења са око 100 победа у каријери.
10. 2004. године на Првенству Војводине ИФББ победио је као сениор у тешкој категорији.
11. Више пута је учествовао на међународним куповима и побеђивао 2004. Вогошћа (Сарајево, тешка категорија сениори) и десетак пута сам победио на интернационалном купу Василе Балмош у Румунији. Последњи пут је то било 2004. године у децембру, када је био трећи у апсолутној категорији и други у тешкој сениорској категорији, а први у категорији Мастерса. Активно се такмичи од 1968. године и има око 100  пехара, медаља или диплома само за освојена прва места.
12. Међународни је судија федерације ЊАББА (лиценцу Петру Челику је доделио нико други већ Серж Нубре).
13. Професор Б. Б. по позиву на Београдском универзитету (раније: Виша школа за спортске тренере).
14. Положио је тренерски испит у немачком националном Б. Б. савезу још седамдесетих година.
15. Био је судија на више Светских првенстава.
16. Био је председник ИФББ-а за Југославију.
17. Оснивач је НАББА за Југославију и био је председник НАББА за Југославију.
18. Године 1984. у Београду је организовао Избор Мистера Света у НАББА федерацији.
19. Два мандата, тј. 8 година је био председник Савеза за дизање тегова Југославије и делегат у Олимпијском комитету Југославије уз добијено одликовање председника Олимпијског Комитета на нивоу Југославије и Међународног Олимпијског комитета.
20. Доживотни је почасни председник НАББА федерације за Србију.
21. У својој дугој и плодној спортској каријери имао је част и задовољство да будем тренер многим шампионима. Био је ванредни професор боди билдинга на Вишој школи за спортске тренере у Београду, а 1971. године основао је први боди билдинг клуб у Југославији, којег је регистровао у Љубљани. Након тога је основао већи број клубова широм СФРЈ (на пример, 1972. године у Бачкој Паланци). Осамдесетих година је у Загребу са групом ентузијаста основао Боди билдинг савез Хрватске. Године 1984. је основао Боди билдинг савез Србије са седиштем у Бачкој Паланци.
22. И данас је спортски активан, припрема за такмичење да по четврти пут освоји место првака света.
Петар Челик се успешно исказао у спортском издаваштву. Оснивач је часописа ХЕРКУЛЕС (1972), југословенског часописа за здраво, снажно и лепо обликовано тело, изашао у близу 50 бројева, у укупном тиражу од око 700.000 примерака. Овај часопис још увек излази у Македонији.
Петар Челик је покретач и првог часописа на тему фитнеса на подручју бивше Југославије (Фитнес за сваког – изашла 2 броја) и првог и још увек јединог часописа за фармакологију у спорту на подручју целе Европе (изашао је само један број). Осим тога, издао је још 10 других спортских публикација на тему вежбања и обликовања тела. Био је покровитељ многих спортских манифестација из области бокса, планинарења, бициклизма и боди билдинга. Организовао је бројна такмичења у СФР Југославији, СР Југославији и Републици Србији. Године 1984. је својим новцем организовао Светско првенство НАББА у Београду, где је по први пут у историји НАББЕ додељена титула Мистер Света. У професионалној конкуренцији је победио Брајен Бјукенен (награда 20.000 немачких марака), за аматере: Тим Белкнап, а за - жене Габријела Сиверс. Од светски познатих билдера на том првенству су учествовали још: Тим Белкнап, Мајк Квин, Џеф Кинг, Филипо Масерони, Хуберт Мец, Мајк Сејбл, Хермина Клингер, Слободан Благојевић...

## Приватни живот
Има петоро деце. Одрастао је у Бачкој Паланци где и данас живи. Тренутно ради као тренер у новосадском Институту за виткост, који носи назив „Петар Челик”, а предаје од 1998. године као професор на Београдском универзитету.